# Marcus Brody
Marcus Brody es un personaje de ficción de la saga cinematográfica Indiana Jones  que aparece por primera vez en Raiders of the Lost Ark interpretado por el actor Denholm Elliott.

## Apariciones
- Raiders of the Lost Ark
- Indiana Jones and the Last Crusade
- Indiana Jones and the Kingdom of the Crystal Skull (sólo mencionado)

## Biografía del personaje
Brody era parte de una familia británica adinerada, acabando por estudiar en la universidad de Oxford. Años más tarde acabaría por dirigir su propio museo, siendo gran amigo del profesor de arqueología Henry Jones Jr. (Harrison Ford) y Henry Jones Sr. (Sean Connery). Jones sería quien hallase algunas de las piezas más interesantes del museo, como la Cruz de Coronado.

### Raiders of the Lost Ark
En 1936, Marcus presentó a Indiana a unos agentes del gobierno con el encargo de evitar que el Arca de la Alianza, el arca dorada en la que la tradición judeocristiana establece que se encuentran los restos de las tablas Dios entregó a Moisés en el monte Sinaí, cayese en manos de las tropas nazis. Así, tras el éxito de Indiana y Marion Ravenwood (Karen Allen), Marcus acudió con ambos a Washington, donde fueron informados de que el Arca quedaría bajo jurisdicción del gobierno estadounidense y recibieron un pago por sus servicios.

### Indiana Jones and the Last Crusade
En 1938, después de que Indy entregase a Marcus la Cruz de Colorado, el arqueólogo recibió el encargo de Walter Donovan (Julian Glover) de encontrar el Santo Grial, aunque Jones sólo aceptó porque así encontraría a su padre, el profesor Henry Jones Sr. (Sean Connery), quien también era gran amigo de Marcus.
Así, Brody y Jones Jr. viajarían a Venecia a encontrarse con la profesora Schneider, quien había estado investigando con el profesor Jones y, tras un encuentro con la Orden de la Espada Cruciforme, Marcus se llevaría el diario del profesor Jones a Iskenderún, una ciudad turca donde debería encontrarse con un viejo conocido de Indiana, Sallah, para ambos adelantarse a los alemanes en llegar al escondite del Grial.
Sin embargo, tanto Marcus como el Grial acabaron en manos del ejército alemán, siendo retenido por Walter Donovan (que resultó estar trabajando con los nazis) hasta ser liberado por Indiana. Fue entonces cuando Marcus, Indiana, el padre de este y Sallah entraron en el templo del Grial, quedando Sallah y Marcus cuidando al profesor Jones mientras Indiana recuperaba el Grial. Tras ello, el templo colapsó con los 4 en su interior, llegando a escapar velozmente y huir a galope hacia el atardecer a galope.

### Indiana Jones and the Kingdom of the Crystal Skull
Finalmente, a comienzos de la década de los 50 Brody falleció con una edad cercana a los 70 años, recibiendo como homenaje una estatua de bronce en la universidad donde Jones daba clase y un retrato en el decanato. Sin embargo, cuando la estatua fue acabada en 1957 (año en que sucede la trama de Indiana Jones y el reino de la calavera de cristal), unos agentes de la KGB que perseguían a Indiana y Mutt Williams (Shia LaBeouf) se estrellaron contra la estatua, cuya cabeza se desprendió y acabó en el regazo de uno de los espías.